# Gare de Gose
La gare de Gose (御所駅, Gose-eki) est une gare ferroviaire située à Gose, dans la préfecture de Nara au Japon. Elle est exploitée par la compagnie JR West.

## Situation ferroviaire
La gare est située au point kilométrique (PK) 17,6 de la ligne Wakayama.

## Histoire
La gare a été inaugurée le 10 mai 1896.

## Service des voyageurs

### Accueil
La gare dispose d'un bâtiment voyageurs ouvert tous les jours, avec des guichets et des automates pour l'achat de titres de transport.

### Dispositions des quais
- Ligne Wakayama :
  - voie 1 : direction Gojō et Hashimoto
  - voie 2 : direction Takada et Ōji

### Intermodalité
La gare de Kintetsu-Gose de la Kintetsu est située à proximité.